# Lijst van rijksmonumenten in Oeffelt
De plaats Oeffelt telt 13 inschrijvingen in het rijksmonumentenregister. Hieronder een overzicht.
| Object | Oorspronkelijke functie?  | Bouwjaar              | Architect         | Locatie            | Coördinaten?                  | Nr.?   | Afbeelding                                                          |
| --- | ------------------------- | --------------------- | ----------------- | ------------------ | ----------------------------- | ------ | ------------------------------------------------------------------- |
| Boerderij op T-vormige plattegrond, met dwarshuis onder zadeldak tussen zij-topgevels, stal met middenlangsdeel onder wolfdak | Boerderij                 | 19e eeuw              |                   | Dorpsstraat 4      | 51° 41' 40" NB, 5° 56' 17" OL | 31224  | Meer afbeeldingen                                                   |
| Dwarshuis onder zadeldak tussen zij-topgevels                                                                                 | Woonhuis                  | 19e eeuw              |                   | Kerkplein 2        | 51° 41' 56" NB, 5° 56' 15" OL | 31225  | Meer afbeeldingen                                                   |
| R.K. pastorie | Kerkelijke dienstwoning   | ca. 1870              |                   | Kerkplein 4        | 51° 41' 57" NB, 5° 56' 12" OL | 31226  | Meer afbeeldingen                                                   |
| Huis onder zadeldak tussen zij-topgevels                                                                                      | Woonhuis                  | eerste helft 19e eeuw |                   | Kerkplein 5        | 51° 41' 58" NB, 5° 56' 14" OL | 31227  | Meer afbeeldingen                                                   |
| Dwarshuis onder met pannen belegd wolfdak                                                                                     | Woonhuis                  | 19e eeuw              |                   | Kerkstraat Zuid 12 | 51° 41' 44" NB, 5° 56' 18" OL | 31228  | Meer afbeeldingen                                                   |
| Boerderij op T-vormige plattegrond met dwarshuis onder zadeldak tussen zij-topgevels                                          | Boerderij                 | 19e eeuw              |                   | Urlingsestraat 23  | 51° 41' 36" NB, 5° 56' 33" OL | 31229  | Meer afbeeldingen                                                   |
| De Vooruitgang | Industrie- en poldermolen | 1913 / 1987           |                   | Molenstraat 4      | 51° 41' 52" NB, 5° 55' 48" OL | 481740 | Meer afbeeldingen                                                   |
| Herenhuis 't Hoog Huijs | Woonhuis                  | 1860                  |                   | Beugenseweg 26     | 51° 41' 31" NB, 5° 56' 24" OL | 518541 | Herenhuis 't Hoog Huijs                                             |
| Vm. De Wijngaard | Industrie                 | 1870-1880             |                   | Lietingsestraat 13 | 51° 41' 53" NB, 5° 56' 9" OL  | 518543 | Vm. De Wijngaard                                                    |
| Over de Maas gesitueerde voormalige spoorbrug                                                                                 | Brug                      | 1871-1872             |                   | Brugpijlers        | 51° 41' 35" NB, 5° 57' 26" OL | 518572 | Over de Maas gesitueerde voormalige spoorbrug                       |
| Ruïnes van kazemattenvan het type brug- of rivierkazemat                                                                      | Kazemat                   | 1936                  |                   | Brug kazematten    | 51° 39' 44" NB, 5° 53' 15" OL | 518573 | Ruïnes van kazemattenvan het type brug- of rivierkazemat            |
| Kazemat van het s-type, onderdeel uitmakend van de Maas-IJssellinie                                                           | Kazemat                   | 1939                  |                   | S-Kazemat          | 51° 39' 44" NB, 5° 53' 15" OL | 518574 | Kazemat van het s-type, onderdeel uitmakend van de Maas-IJssellinie |
| Zoete Naam Jezus | Kerk en kerkonderdeel     | 1955/1956             | Nico van der Laan | Kerkplein 1        | 51° 41' 57" NB, 5° 56' 16" OL | 530924 | Meer afbeeldingen                                                   |